# Alapfokú oktatás Japánban

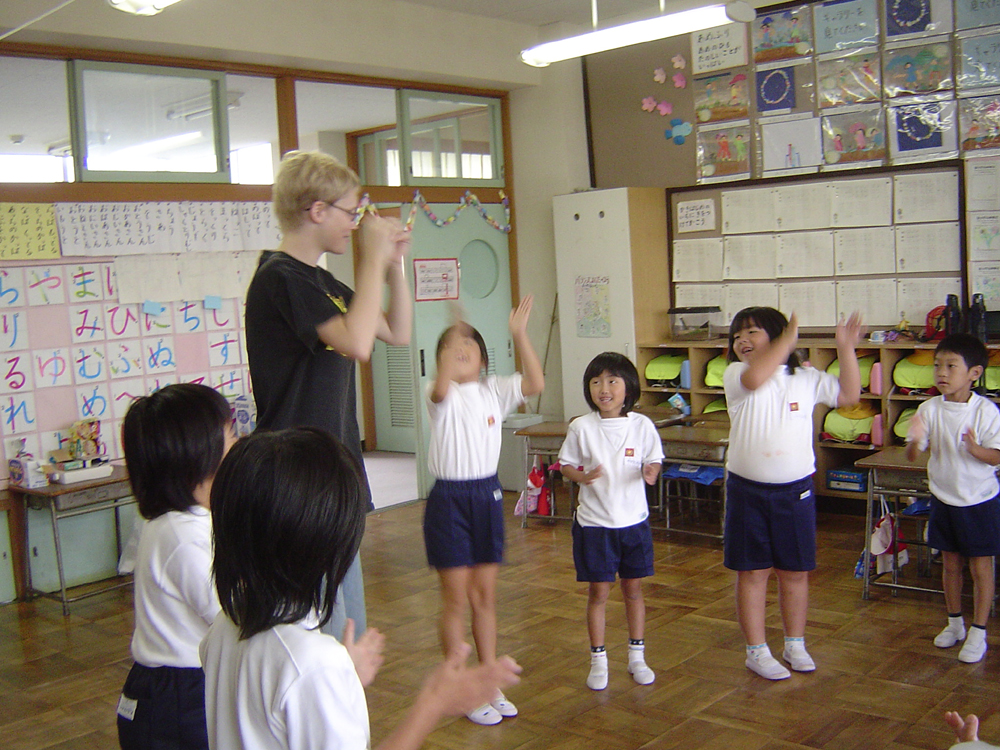
Japán általános iskola

A japán alapfokú oktatásban minden hatodik életévét betöltő gyermeknek kötelező részt vennie, és megkezdeni az első osztályt úgynevezett sógakkókban (小学校, sógakkó – általános iskola). Bár Japánban az óvodák is növekvő népszerűségnek örvendenek (annak ellenére, hogy nem államilag kötelezettek), az iskola megkezdését minden fiatal életében meghatározó fordulópontként kezelik.

## Történelmi kitekintés
Az Edo-korban néhány diáknak már megvolt a lehetősége úgynevezett terakojákba (寺子屋, terakoja – templomi magániskola), illetve templomi iskolákba járni, ahol írni, olvasni, illetve számolni tanították őket.
1886-ban az új általános iskolai rendszerrel kötelezővé tették az elemi oktatást. Egészen 1947-ig csak az általános iskolákra vonatkozott a tankötelezettség. Ezt megelőzően a második világháborúhoz közeledve az iskolákban is jelen volt a japán nacionalista propaganda.
Az új, modern tanmenet 1989-ben lett összeállítva, részben az 1980-as évek oktatási reformmozgalma, részben pedig az akkori oktatási felülvizsgálat következtében. A legfontosabb változtatások között szerepelt a japán nyelvre szánt órák megnövelése, a régi társadalomtudományi kurzusok frissítése, illetve az erkölcstan kiemelése. Mindennek részét képezte a japán zászló és a japán himnusz bevonása a mindennapi iskolai életbe: minisztériumi javaslatra bevezették a zászló felhúzását és a himnusz lejátszását minden fontosabb iskolai ünnepélyen és eseményen. Mivel mind a zászló, mind a himnusz nemzeti szimbólumként van/volt számon tartva, az emberek egy részét a minisztérium tervezete a háborús idők alatti nacionalista Japánra emlékeztette, így a társadalom szemében ellentmondásossá vált minden erre irányuló politikai cselekvés.
Manapság gyakorlatilag majdnem minden általános iskola állami kézben van. Bár tandíj nincs, ugyanakkor az ebéd, a felszerelések és egyéb költségek (a kötelező tanmenethez nem szükséges könyvek és magánórák) mind a szülő kiadását képezik.
A létesítmények kevesebb mint 1%-a funkcionál magániskolaként. Ezen magánkézben lévő intézmények egy része kimondottan rangos helyen áll országon belül és nemzetközileg is. Japánban a tanintézmények nevei - ahol a diákok a végzettségüket szerezték - fontos szerepet töltenek be a későbbi karrier és egyetemi élet szempontjából. A versengés, hogy minél rangosabb iskolákba kerüljenek be a növendékek, a mai napig igen komoly teljesítménykényszert generál a diákok körében.
Az általános iskolák osztálylétszáma átlagosan 30-40 diák közé esik. A gyermekeket próbálják arra sarkallni, hogy kisebb csoportokban dolgozzanak a tanórákon. Ennek leginkább fegyelmi indokai vannak, és a középfokú oktatásban is bevett rendszer.

## Tanmenet
A japán általános iskolákban a diákok tananyaga kettéoszlik több tudományos és nem tudományos, úgynevezett 'non-academic' kategóriába eső tantárgyra.
Előbbi csoportba tartozik a japán nyelvtan, számtan, társadalomtudományok és a természettudomány is. A japán nyelvtan egy kiemelten kezelt tantárgy az írás összetettsége, és az udvarias és tiszteleti nyelv (keigo) elsajátítása végett. Angol nyelvet általában már csak felsős osztályokban tanítanak (5. és 6. osztályban, 2011-ben vezették be). A kétezres évek közepén Japán igyekezett egyre többet foglalkozni az idegen nyelv akadályaival, miután a 2002-es TOEFL-felmérések (Test of English as a Foreign Language – angol mint idegen nyelv felmérője) Japánt Észak-Korea után a legrosszabb helyre értékelték.
A nem tudományos tantárgyak csoportjába tartozik a rajz és művészet (beleértve a japán írásművészetet, kalligráfiát), kézművesség, zene, haiku-költészet, háztartástan, testnevelés és erkölcstan. A tanulók mindemellett heti szinten vesznek részt a különböző iskola programok, kirándulások, kiszabott feladatok megszervezésében.
Az oktató szándékkal létrehozott televíziós és rádióprogramoknak is megvan a maga szerepe Japánban. A technológia előrehaladtával Japán az oktatási rendszerét is igyekezett néhány területen felfejleszteni. Az információ technológia egyre erősebb szerepet tölt be az iskolai életben, a legtöbb helyen már internet-hozzáféréshez is van lehetőség.
A tanítás mind a közép-, mind az általános iskolákban reggel 7:50-kor kezdődik egy rövidebb tanári gyűléssel, majd 8:30-tól az első tanórával. Hétfő reggelenként teljes iskolai gyűlésekre is sor kerül a diákok részvételével. A kisebb iskolai kerületek és a tömegközlekedés fejlettsége miatt japán iskolák nem üzemeltetnek iskolabuszokat. A tanórák 40 és 45 perc közötti időtartamot ölelnek fel, a szünetek pedig 5-10 perc közöttiek.
A tanulók az ebédjeiket az első 4 órát követően fogyaszthatják el az iskola konyhájától átvéve, úgynevezett obento-dobozokban. A menü általában különböző zöldségek, hal, egyéb húsok és tengeri növények felhasználásával készült ételekből (curry, főtt zöldségek, szendvicsek, saláták) áll. Tejet minden étkezés alkalmával felszolgálnak, mi több, általában desszertet (gyümölcsök, fagylalt, zselés sütemények) is biztosítanak a növendékeknek.
Mivel viszonylag kevés étkezde van az általános iskolákban, a tanárokkal elfogyasztott közös ebédek több alkalmat is biztosítanak a pedagógusoknak arra, hogy az egészséges étkezés és a társadalmi normák fontosságára és szabályaira hívják fel a kisebbek figyelmét.
Minden diák kivétel nélkül ugyanazt az ebédet kapja, és megközelítőleg 40 perc szünet áll a rendelkezésükre a tanórák folytatása előtt. Bár az alsós diákoknak a tanítási nap már az ebédszünet után véget ér, a felsősöknek még egy tanórájuk hátravan az étkezés után is.
Egyes iskolákban nem ritka az 5-6 tanóra naponta, azonban ezeken a helyeken a legfiatalabbak az utolsó óra előtt hazamehetnek. Szintén bevett szokás, hogy az iskolák 20 perces szüneteket tartanak órák közben, annak érdekében, hogy a diákok közösen kitakarítsák a termeket. Az órák utáni takarítás (oszodzsi) a középiskolákban is jelen van. Mindent egybevetve a tanítás délután három óra körül ér véget.
Az iskola utáni klubtevékenységeken és szakkörökön való részvételre nemcsak a középfokú oktatásban, de már az általános iskolákban is lehetőségük van a tanulóknak, azonban ellentétben a középiskolával, itt még csak heti egy alkalommal. A legfőbb programok a sport és az angol nyelv köré épülő szakkörök.

## Fennálló problémák az oktatásban
Habár a japán alapfokú oktatás kívülről jól felépített rendszernek tűnhet, a permanens módon növekvő iskolakerülők és kimaradók, illetve az iskolai zaklatások kétségbeejtően magas száma továbbra is kiemelten kezelendő problémaként áll fenn. 2010-ben majdnem 80 000, ezekbe a kategóriákba sorolható esetet jelentettek az általános iskolák rendszerén belül. Ezen felül a külföldön huzamosabb időszakot eltöltő, majd hazatérő japán gyermekek nagyon gyakran csak hosszabb idő alatt, vagy egyáltalán nem képesek visszailleszkedni és visszaszokni a japán iskolákba/társadalomba. Bizonyos városi központokról azonban elmondható, hogy vannak nemzetközi magániskoláik, ezáltal helyet és szállást is tudnak biztosítani a visszatérő diákok számára.

## Fordítás
- Ez a szócikk részben vagy egészben  az    Elementary schools in Japan című angol Wikipédia-szócikk fordításán alapul.  Az eredeti cikk szerkesztőit annak laptörténete sorolja fel. Ez a jelzés csupán a megfogalmazás eredetét és a szerzői jogokat jelzi, nem szolgál a cikkben szereplő információk forrásmegjelöléseként.